# Linapacan
Linapacan ist eine philippinische Stadtgemeinde in der Provinz Palawan. Sie hat 15.668 Einwohner (Zensus 1. August 2015).
Zur Gemeinde zählen zahlreiche Inseln um Linapacan Island.

## Baranggays
Linapacan ist politisch in zehn Baranggays unterteilt.
- Barangonan (Iloc)
- Cabunlawan
- Calibangbangan
- Decabaitot
- Maroyogroyog
- Nangalao
- New Culaylayan
- Pical
- San Miguel (Pob.)
- San Nicolas